# Granta Park

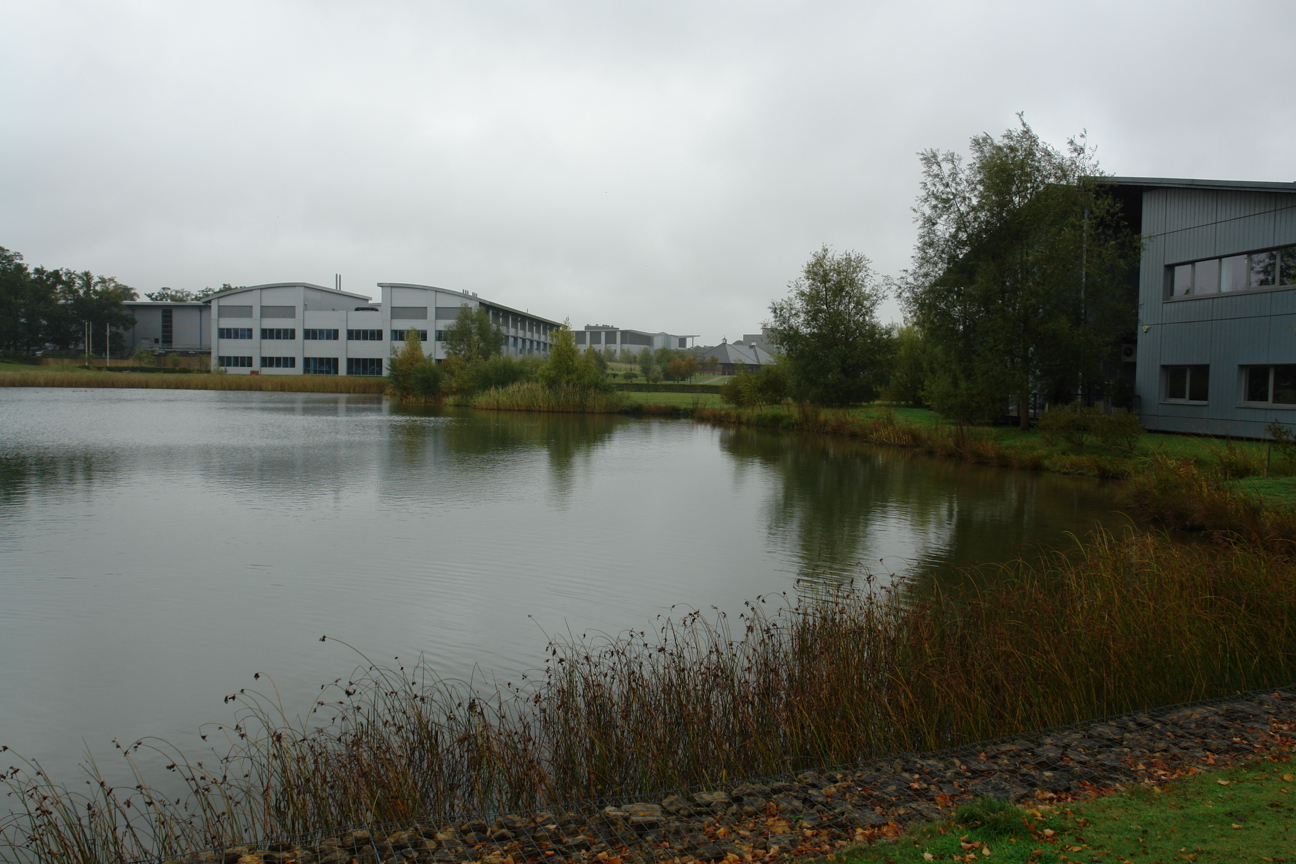
The Welding Institute auf dem Granta Park in der Nähe Cambridge

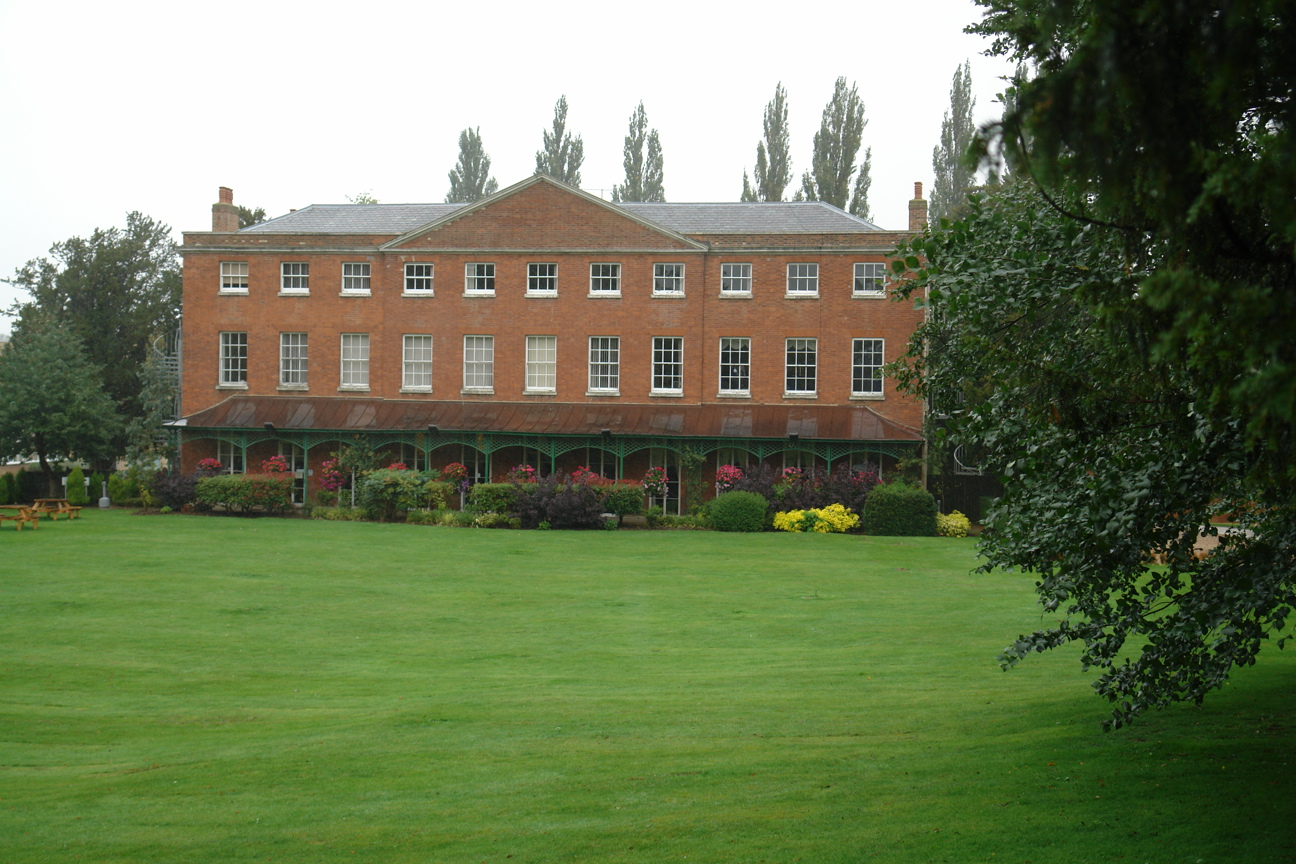
Abington Hall im Granta Park bietet Platz für eine Bar von Mary’s Ltd, zwei Tagungsräume und einige Büros von Woodhead Publishing Ltd

Granta Park ist ein Wissenschafts-, Technologie- und Biopharmazie-Park am Ufer des Flusses Granta in Great Abington in Cambridge, England.

## Planung
Den Anstoß für das Park-Projekt gab der damalige Chief Executive von The Welding Institute (TWI Ltd) Bevan Braithwaite OBE. Im Jahr 1992 begannen die Verhandlungen für den Kauf von 35 Hektar Farmland, auf dem der Granta Park entstehen sollte. Die Baugenehmigung vom South Cambridgeshire District Council legte eine Erschließung mit hoher Qualität und niedriger Dichte fest. 
Ein Design-Team, bestehend aus Latz + Partner und Eric Parry Architects entwickelte den Masterplan für den Park in Berücksichtigung ökologischer Kriterien mit dem Ziel der Erhaltung und Verbesserung der bestehenden Landschaftspflege. Eine einfache Zugänglichkeit des Geländes wurde ermöglicht.

## Bauphase
Nach dem ersten Spatenstich am Ende des Jahres 1997 nahm der neue Park in Great Abington schnell Gestalt an. Bevan Braithwaite, der Chief Executive von TWI Ltd verantwortete den Bau zusammen mit Stadträtin Shirley Saunders, Chairman of South Cambridgeshire County Council, und Gavin Davidson von MEPC plc. Der Großteil der Infrastruktur wurde plangemäß im Sommer 1998 erstellt. Der erste Bauabschnitt sollte in lediglich 5–7 Jahren entstehen.

## Lage
Die Gebäude sind um ein zentrales Cricket-Feld angeordnet mit Blick auf einen neu angelegten See im bewaldeten Gelände neben der historischen Abington Hall. 

## Nutzung
Die Gebäude enthalten modernste Forschungseinrichtungen und Geschäftsräume für mehrere tausend Mitarbeiter. Granta Park ist die Heimat der Forschungslabors von The Welding Institute und erfüllt auch die Ansprüche des Biotech- und Technologie-Sektors. 
Die folgenden Unternehmen sind dort angesiedelt:
- Colonix Medical Limited
- Gilead Sciences Granta Park
- Keronite
- Mary’s Ltd
- MedImmune
- Pfizer Granta Park
- PPD Global Limited Granta Park
- Softwerx
- TWI Ltd
- UCB Celltech
- Vernalis
- Woodhead Publishing